# Steina
Steina (hornolužickosrbsky Sćenjow) je obec v Horní Lužici v německé spolkové zemi Sasko. Nachází se v zemském okrese Budyšín a má přibližně 1 700 obyvatel.

## Historie
Obersteina je v písemných pramenech prvně zmíněna roku 1420 jako Oberstein, Niedersteina pak roku 1445 jako Nedirstein. Obě samostatné obce se roku 1950 spojily do jedné obce se jménem Steina. Roku 1968 byl ke Steině připojen Weißbach.

## Přírodní poměry
Steina leží v zemském okrese Budyšín asi 20 kilometrů západně od okresního města Budyšín a asi 10 kilometrů jihozápadně od velkého okresního města Kamenz. Nejvyšším bodem obce je vrch Schwedenstein (420 m) s rozhlednou a restaurací na vrcholu. Obcí prochází železniční trať Kamenz–Pirna, zastávka však v obci není.

## Správní členění
Steina se nedělí na žádné místní části. Neoficiálně se dělí na Niedersteinu, Obersteinu, Neues Dorf a Weißbach.

## Pamětihodnosti
- rozhledna na kopci Schwedenstein
- památník obětem první světové války